# 刑部本継
刑部 本継（おさかべ の もとつぎ、生没年不詳）は、平安時代前期の人物。位階は外従五位下。
陸奥国（現在の宮城県）で名取団という軍団を率いた人物。『日本三代実録』の貞観11年（869年）3月15日条に、名取団の大毅、刑部宿禰本継が柴田郡権大領の阿倍陸奥永宗とともに外従五位下に叙せられたことが見える。その時までの本継の位階は正六位上であった。柴田郡は名取団に兵士を供給した地域の一部と推定される。他の事績は不明。